# Zlín Z-22
Zlín Z-22 Junák byl československý celodřevěný jednomotorový dvoumístný sportovní a cvičný letoun s pevným záďovým podvozkem.

## Vývoj
První koncepční návrhy Z-22 začaly vznikat ve Zlínských leteckých závodech a. s. v Otrokovicích již během druhé světové války. Oficiální práce na letounu byly zahájeny v červnu 1945, prototyp (imatrikulace OK-AOA), poháněný motorem Toma 4 o výkonu 77 kW, zalétal tovární pilot Ladislav Šváb 28. dubna 1946. Během testovacích letů byly několikrát zvětšeny ocasní plochy a křidélka, došlo také k odstranění přechodu mezi trupem a křídlem. První prototyp později sloužil jako vlečný při záletech sériových větroňů Let LF-109 Pionýr v Kunovicích.
Vývoj stroje přeznačeného na Z-122 završil druhý prototyp (OK-AOB) zalétaný 17. září 1946. Od svého předchůdce se odlišoval novým tvarem SOP, inovovaným křídlem o nižší hmotnosti a zesíleným podvozkem. Oba letouny Z-122 byly oproti plánované dvoumístné konfiguraci čtyřmístné a sériově se nevyráběly.
Návratem ing. Tomáše k původní zamýšlené dvoumístné koncepci lehkého sportovního letounu, navazujícího na koncepci Z-122, bylo opět použito označení Z-22, nyní s obchodním názvem Junák. První odlehčený Zlín Z-22 Junák (OK-BOA) vzlétl na otrokovickém letišti 10. dubna 1947, vybavený pro výcvik jako dvousedadlový, pro turistické lety se třetím sedadlem za oběma předními. Pro pohon byl zvolen motor Persy III konstruktéra ing. Š. Šmely o výkonu 46 kW, který roztáčel dřevěnou dvoulistou vrtuli.
V roce 1949 byla vyrobena třicetikusová série se vzduchem chlazenými čtyřválcovými pohonnými jednotkami Praga D o maximálním výkonu 55 kW a produkce poté přešla do závodu Let Kunovice. V období let 1949 až 1952 zde bylo vyrobeno dalších 170 exemplářů, z nichž byla značná část určena na export.

## Specifikace (Z-22, série, 2 osoby)

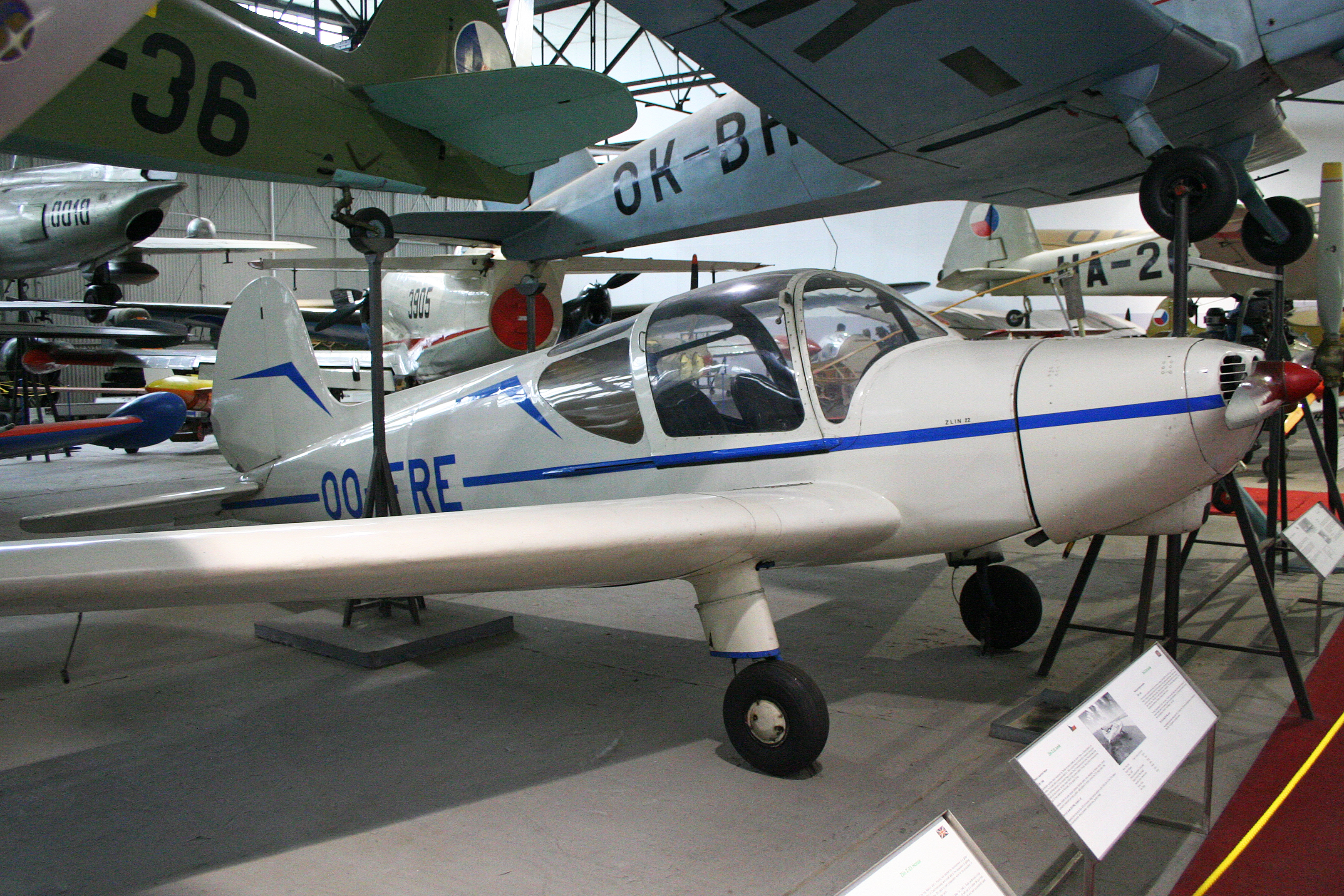
Zlin Z-22 Junák, Letecké muzeum Kbely

### Technické údaje
- Osádka: 2–3
- Rozpětí: 10,60 m
- Délka: 7,25 m
- Výška: 1,96 m
- Nosná plocha: 14,65 m²
- Zatížení na jednotku plochy: 39,6 m²
- Hmotnost prázdného letounu: 365 kg
- Vzletová hmotnost: 580 kg
- Pohonná jednotka:

### Výkony
- Maximální rychlost: 176 km/h
- Cestovní rychlost: 155 km/h
- Stoupavost: 3,3 m/s
- Dostup: 4200 m
- Dolet: 500 km